# Alonso de Cardona
Alonso de Cardona y Milán, Borja Lanzol y Lloqui, I marqués de Castelnou, (20 de septiembre de 1600-1659) fue un noble español del siglo XVII que desempeñó importantes cargos al servicio de la corona en tiempos de Felipe IV.

## Biografía

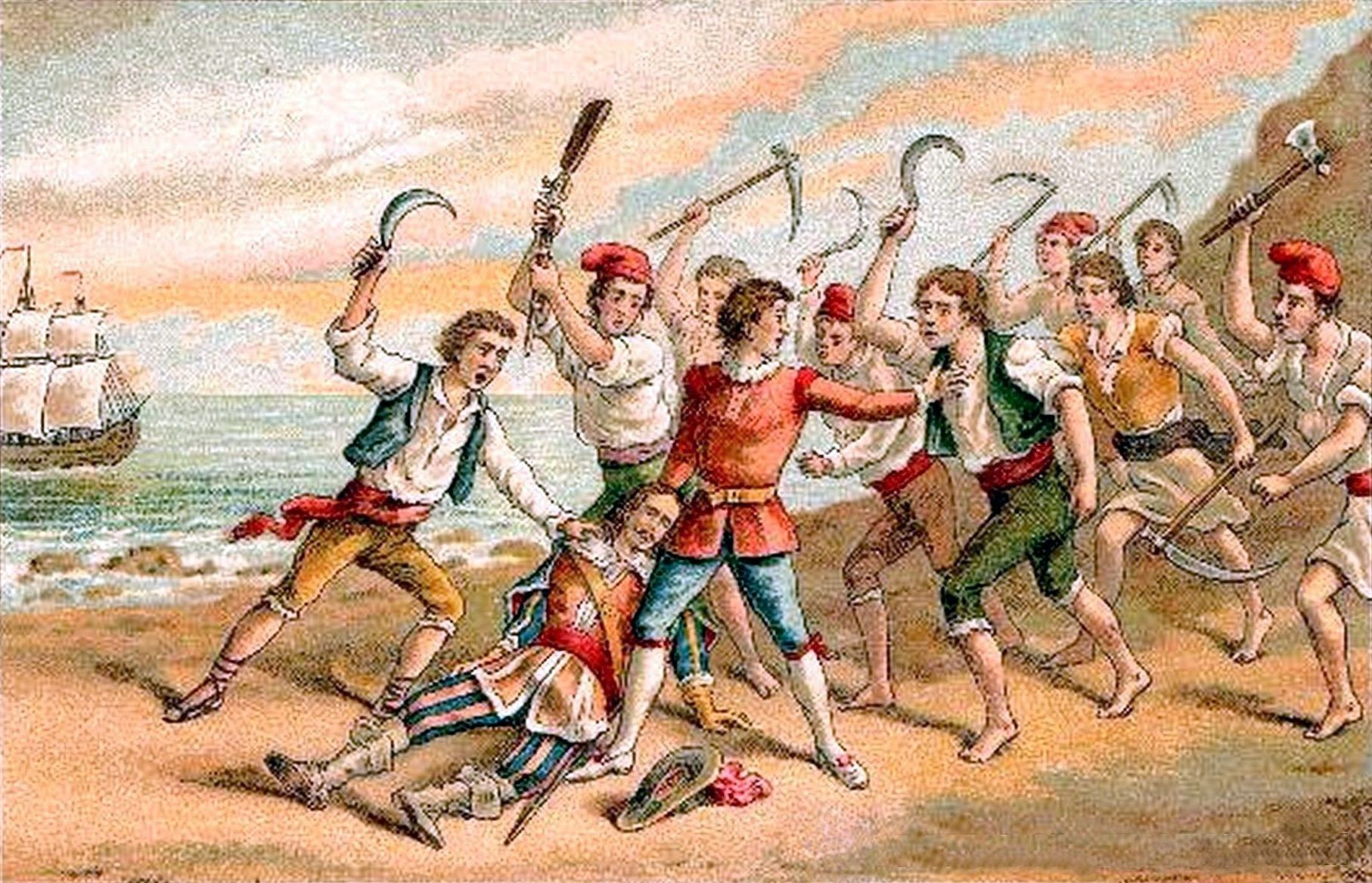
Corpus de Sang según de H. Miralles que desencadenó las guerras de Cataluña en que participó Alonso de Cardona

Fue caballero de Calatrava desde el 22 de octubre de 1623, sexto señor de Castelnou, gentilhombre de cámara del rey Felipe IV, virrey de Mallorca entre 1633 y 1640, asistente de Sevilla entre 1647 y 1648 y mayordomo mayor de Juan José de Austria con quién asistió a la rendición y entrada en Barcelona, que
puso fin a las guerras de Cataluña desencadenadas en 1640 tras el Corpus de Sangre. El título de Marqués de Castelnou, le fue otorgado por el rey Felipe IV, siendo el escudo de sus armas un sol de oro en un fondo de campo de gules sobre el que se sitúa una luna creciente.
Se casó dos veces, la primera en 1617 con Jerónima de Alagón y la segunda en 1650 con Margarita Teresa de Eril, condesa de Eril. Tuvo 5 hijos de su primer matrimonio siendo sucesor de su casa Antonio de Cardona, II marqués de Castelnou. De los tres hijos del segundo matrimonio, el mayor fue Jose Folc de Cardona y Erill, príncipe de Cardona (1651-1728).